# Felix Wienand
Felix Wienand (* 27. Juni 2002 in Bocholt) ist ein deutscher Fußballtorwart, der bei Rot-Weiss Essen unter Vertrag steht.

## Karriere
Nach seinen Anfängen in der Jugendabteilung des SV Biemenhorst wechselte er im Sommer 2016 in die Jugendabteilung des FC Schalke 04. Für seinen Verein bestritt er 25 Spiele in der B-Junioren-Bundesliga. Im Frühjahr 2021 wurde er in den Kader der zweiten Mannschaft in der Regionalliga West aufgenommen und bestritt für seinen Verein 22 Ligaspiele.
Im Sommer 2022 wechselte er zum Drittligisten Rot-Weiss Essen. Seinen ersten Profieinsatz hatte er am 27. August 2022, dem 6. Spieltag, als er beim 1:1-Auswärtsunentschieden gegen die SpVgg Bayreuth in der Startformation stand.